# Pas del Nord-oest
El pas del Nord-oest (en anglès, Northwest Passage) és la ruta marítima que voreja Amèrica del Nord pel nord, travessant l'oceà Àrtic i connectant l'estret de Davis i l'estret de Bering o, cosa que és el mateix, l'oceà Atlàntic i l'oceà Pacífic.
La ruta discorre per un conjunt d'estrets localitzats a l'arxipèlag Àrtic Canadenc, entre les grans illes àrtiques i les terres continentals. D'oest a est, el pas del Nord-oest parteix de l'oceà Pacífic, l'estret de Bering -que separa Rússia i Alaska- i segueix pel mar dels Txuktxis i el mar de Beaufort. Després la ruta creua l'arxipèlag àrtic canadenc on hi ha de cinc a set rutes possibles -incloses la de l'estret de McClure, la de l'estret de Dease i la de l'estret del Príncep de Gal·les -, encara que no totes són adequades per a grans vaixells. La ruta continua creuant la Badia de Baffin i arriba finalment a l'estret de Davis, ja en l'oceà Atlàntic.
S'ha especulat que amb l'escalfament global i la reducció de la capa de gel de l'Àrtic, la ruta del pas del Nord-oest pot arribar a estar prou lliure de gel com per permetre un nou transport comercial segur, almenys en part de l'any. El 21 d'agost de 2007, el pas del Nord-oest va romandre obert al trànsit marítim sense la necessitat d'utilitzar vaixells trencaglaçs. Segons Nalan Koç, de l'Institut Polar Noruec, aquesta va ser la primera vegada que va quedar lliure des que es van començar a prendre registres en 1972. Algunes estimacions assenyalen que el trajecte pot arribar a ser navegable aproximadament l'any 2020 i, en cas de ser cert, disminuiria considerablement el trajecte marítim entre Europa i Àsia, convertint-se en una ruta alternativa a les del Canal de Panamà i el Canal de Suez: actualment el trajecte Londres-Osaka, suposa 23.300 km per Panamà i 21.200 km per Suez: pel Pas del Nord-oest quedaria reduït a només 15.700 km.
El Govern del Canadà considera que els estrets pels quals discorre la ruta del pas del Nord-oest formen part de les seves aigües interiors, però diversos països mantenen que en virtut de la Convenció de les Nacions Unides sobre el Dret del Mar aquests estrets han de ser considerats estrets internacionals, cosa que permetria el trànsit marítim lliure i sense peatges. És una qüestió molt controvertida, ja que en aquest territori s'han trobat en les últimes dècades importants reserves de petroli, gas, diamants i plom.

## La recerca del pas

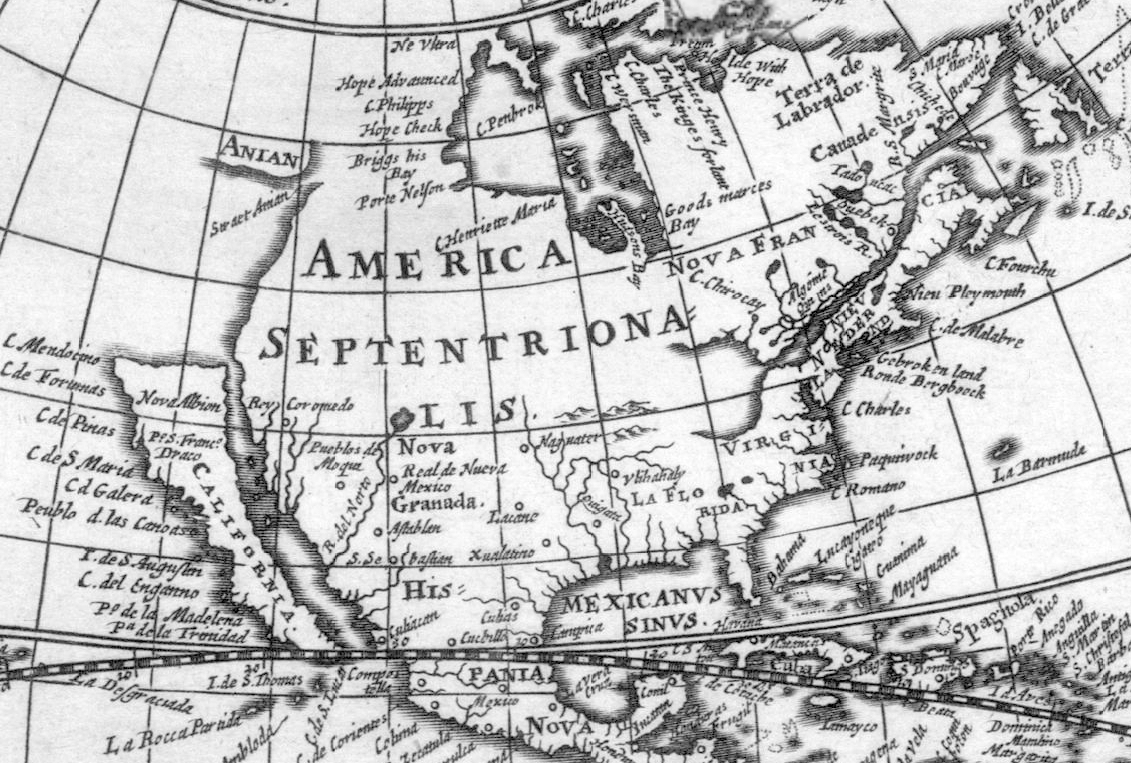
Estret d'Anian. Cantonada superior esquerra. (Hugo Allard, 1685).

Trobar el llegendari estret d'Anian va ser un dels principals objectius dels exploradors marítims al llarg del temps. Les rutes marítimes més propícies entre Europa i la Xina havien de vorejar pel sud Amèrica o Àfrica, però ambdues estaven bloquejades durant el segle xvi per les armades d'Espanya i Portugal.
Des de finals del segle xv, les potències colonials europees van començar a enviar expedicions a reconèixer la regió nord d'Amèrica del Nord, en un intent de descobrir una nova ruta marítima comercial que els portés a l'oest vorejant Amèrica pel nord i permetés establir una nova ruta comercial amb les nacions asiàtiques. Mariners com John Cabot, Martin Frobisher o Willem Barentsz van explorar les gèlides i inhòspites aigües del nord però tots ells van acabar derrotats pel fred extrem i els vents contraris. Durant un temps la recerca d'aquest pas del Nord-oest va quedar en l'oblit i fou abandonada.
El mariner espanyol Lorenzo Ferrer de Maldonado va afirmar haver creuat l'estret en 1588, però mai hi va haver confirmació oficial per part de cap càrrec eclesiàstic o enviat del rei. Posteriorment el seu relat va ser refutat i considerat com a fals, donada la inconsistència de les seves afirmacions, citant latituds i distàncies impossibles.
El 1817 el govern britànic va oferir una recompensa de 20.000 lliures esterlines per aquell que trobés l'esmentat pas, cosa que va incentivar l'organització de nombroses expedicions. De totes les que van emprendre la recerca la més tràgica sens dubte va ser la de sir John Franklin, duta a terme el 1845, de la qual no tornaria ningú.
Finalment el 1906 el noruec Roald Amundsen, un jove mariner captivat pels relats del desgraciat destí sofert pels membres de l'expedició de Franklin, va aconseguir l'objectiu i després d'un viatge de tres anys va arribar a la costa pacífica d'Alaska, a bord del petit veler Gjøa. Des d'aquesta data, moltes expedicions en tota mena de vaixells, condicions i trajectes han fet el viatge.

## Expedicions històriques
Abans de la petita edat de gel, els vikings en les seves expedicions de caça i comerç amb els inuits que ja habitaven la regió, haurien navegat cap a l'oest partint des dels seus assentaments a Groenlàndia. Segons les restes arqueològiques haurien arribat a aigües situades tan al nord-oest com les de les costes de l'illa d'Ellesmere, l'illa Skraeling i l'illa Ruin. Es pensa que el canvi del clima que va provocar la petita edat de gel va ser la raó principal per les quals no hi va haver més expedicions marineres europees per aquestes regions àrtiques fins a finals del segle xv.
El 1493, per calmar les disputes comercials, el Papa Alexandre VI va abordar el repartiment de les terres del Nou Món entre les dues potències que optaven al seu descobriment, colonització i domini: Castella i Portugal. En les Butlles Alexandrines de 1493, prèvies al Tractat de Tordesillas (1494), es va fixar el meridià divisori de les zones d'influència castellana i portuguesa a cent llegües de les Açores i Cap Verd. França, Holanda i Anglaterra es van quedar sense una ruta marítima cap a Àsia, ja fos vorejant l'Àfrica o Amèrica del Sud. Anglaterra va emprendre la recerca d'una ruta pel Nord-oest i això va motivar en gran part l'exploració europea d'ambdues costes d'Amèrica del Nord. Quan va ser evident que no existia tal ruta a través del cor del continent, l'atenció es va dirigir a la possibilitat que existís un pas per les aigües del nord, una creença impulsada en part per la ingenuïtat d'alguns científics que tenien la convicció que l'aigua de mar era incapaç de congelar-se (creença que es va mantenir durant molt de temps, ja que a mitjan segle xviii, James Cook va informar que els icebergs de l'Antàrtida eren d'aigua dolça, aparentment confirmant la hipòtesi). Aquesta ruta pròxima al pol Nord havia d'existir i es va persistir en el seu descobriment durant diversos segles, donant lloc a nombroses expedicions a l'Àrtic, inclòs el desafortunat intent de Sir John Franklin el 1845.

### L'estret d'Anian

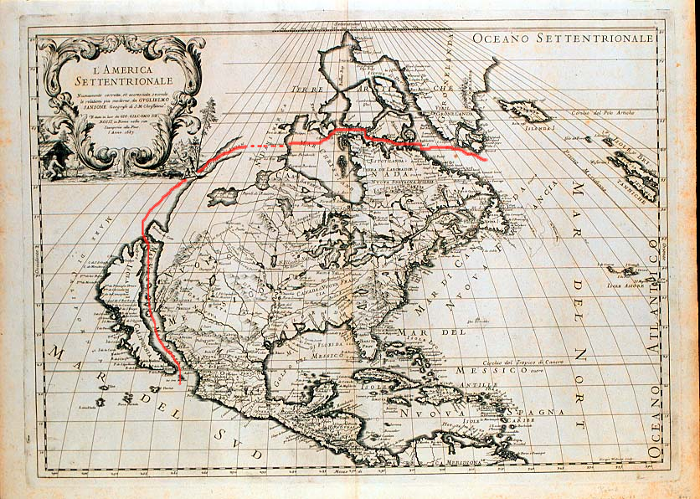
La suposada ruta de l'estret d'Anian.

El 1539 Hernán Cortés va encarregar a Francisco de Ulloa navegar al llarg de la península de Baixa Califòrnia, a la costa occidental d'Amèrica del Nord. Ulloa va arribar a la conclusió que el golf de Califòrnia era el punt més austral d'un estret que, suposadament, connectava l'oceà Pacífic amb el golf de Sant Llorenç. El seu viatge va donar lloc a la idea de l'existència d'una illa de Califòrnia i va suposar el començament de la recerca de l'estret de Anian.
L'estret probablement va prendre el seu nom d'Ania, una província xinesa esmentada en una edició de 1559 del llibre de Marco Polo, i que apareix per primera vegada en un mapa publicat al voltant de 1562 pel cartògraf italià Giacomo Gastaldi. Cinc anys després Bolognini Zaltieri publicà un altre mapa que mostrava un estret i tortuós estret d'Anian que separava Àsia d'Amèrica. Aquest estret fomentà entre els europeus la creença d'una ruta marítima fàcil que uniria Europa amb la residència del Kagan a Catai (nord de la Xina). L'estret es creia, en aquesta època, que estava aproximadament a la mateixa latitud que San Diego, cosa que va dur a alguns que vivien en aquesta regió a anomenar-la Anian o Aniana.
Diversos cartògrafs i mariners van tractar de demostrar la seva existència: Sir Francis Drake va buscar l'entrada occidental el 1579; Juan de Fuca va sostenir que havia navegat l'estret des del Pacífic fins al Mar del Nord i que hi havia tornat de nou el 1592; el castellà Bartolomé de Fonte va dir haver navegat a través de l'estret el 1640, partint de la badia de Hudson fins al Pacífic.

### Expedicions des de l'Atlàntic Nord
El 1497 Enric VII d'Anglaterra va enviar John Cabot a la recerca d'una ruta directa a Orient, navegant d'est a oest, en el que seria el primer intent de descobrir el pas del Nord-oest. La següent expedició britànica, de les moltes que seguirien, va ser la de Martin Frobisher el 1576, que en total realitzaria tres viatges cap a l'àrtic amb la finalitat de trobar aquest pas (la badia de Frobisher, que ell cartografià per primera vegada, duu el seu nom). Com a part d'una altra expedició, el juliol de 1583, Sir Humphrey Gilbert, que havia escrit un tractat sobre el descobriment del pas i havia estat un dels patrocinadors de Frobisher, va reivindicar el territori de Terranova per a la Corona Anglesa. El 8 agost de 1585 l'explorador anglès John Davis va aconseguir navegar per primera vegada per les aigües del Cumberland Sound, a l'illa de Baffin.

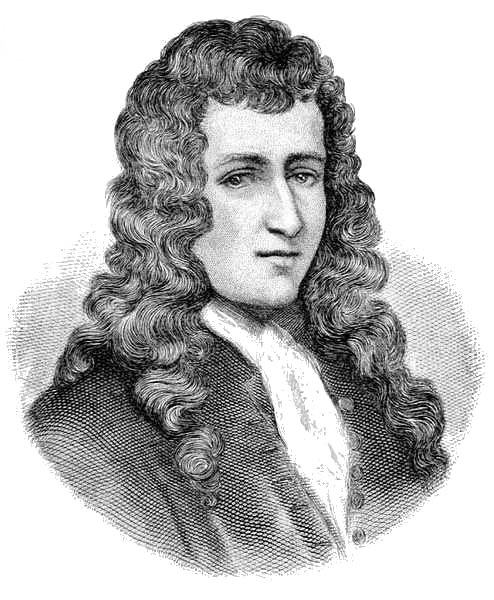
René Robert Cavelier, senyor de la Salle

Els principals rius de la costa oriental també van ser explorats per si podrien conduir a un pas transcontinental. Les exploracions de Jacques Cartier del riu Sant Llorenç es van iniciar amb l'esperança de trobar aquest camí al continent. De fet, Cartier va quedar tan convençut que el pas es trobava al Sant Llorenç, que quan va trobar el camí bloquejat per uns ràpids en el que avui és Mont-real, estava tan segur que eren l'única cosa que el separaven de la Xina (en francès, la Chine), que els va anomenar els ràpids de la Xina. Avui dia segueixen sent coneguts com a ràpids de Lachine.
El 1609 Henry Hudson va navegar pel riu que actualment s'anomena Hudson a la recerca del pas i, encoratjat pel sabor salat de l'aigua, va arribar fins a Albany abans de renunciar i fer-se enrere. Més tard va participar en l'exploració de l'àrtic, especialment de la badia de Hudson. El 1611, mentre es trobava a la Badia de James, la tripulació del seu vaixell es va amotinar. Hudson, son fill i uns altres set membres de la tripulació van ser abandonats a la seva sort en un petit bot i mai més no se'n va saber res.
René Robert Cavelier de La Salle va construir el veler Le Griffon, en la seva recerca per trobar el Pas del Nord-oest a través del Grans Llacs d'Amèrica del Nord. El Griffon va desaparèixer el 1679 en el viatge de tornada del seu viatge inaugural. Durant la primavera del 1682, La Salle va fer el seu famós viatge pel riu Mississipi fins al Golf de Mèxic.

### Expedicions des del Pacífic Nord

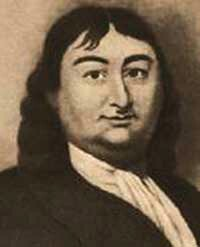
Retrat de Vitus Bering, explorador àrtic

Tot i que la majoria d'expedicions cap al Pas del Nord-oest partien d'Europa o de la costa est d'Amèrica del Nord i tractaven de travessar el Pas en direcció oest, també es van fer alguns avenços en l'exploració pel seu extrem occidental. El 1728 Vitus Bering, un oficial danès al servei de la marina russa, va explorar la regió de l'estret que havia descobert Semyon Dezhnev el 1648, l'estret de Bering, concloent que Amèrica del Nord i Rússia eren masses diferents de terra. Més tard, el 1741, Bering i el tinent Aleksei Txírikov, anaren a la recerca de noves terres més enllà de Sibèria. En vaixells separats, Txírikov va descobrir diverses de les illes Aleutianes, mentre Bering cartografiava la regió d'Alaska abans que un naufragi i l'escorbut assolessin la seva tripulació i li provoquessin la mort a l'illa de Bering.
El 1762 el vaixell comercial anglès Octavius es va aventurar al Pas per l'oest, però va quedar atrapat a la banquisa. El 1775 el balener Herald va trobar l'Octavius a la deriva prop de Groenlàndia, amb els cossos de la tripulació sense vida congelats sota coberta. D'aquesta manera l'Octavius podria haver estat el primer vaixell occidental en creuar el Pas, encara que tardés 13 anys i que morís tota la tripulació en l'intent. Amb tot, aquesta és una història de dubtosa credibilitat, que podria formar part de les llegendes i dels vaixells fantasmes.
Els espanyols van fer nombrosos viatges a la costa nord-oest d'Amèrica del Nord a finals del segle xviii i una de les principals motivacions era determinar l'existència del pas del Nord-oest. Entre els viatges que es van organitzar destaca l'acurada recerca del pas en els viatges de 1775 i 1779 de Juan Francisco de la Bodega y Quadra. El diari de Francisco Antonio Mourelle, que va servir com a segon de Quadra en l'expedició de 1775, va caure en mans angleses i va ser traduït i publicat a Londres. El capità James Cook va fer ús del diari durant les seves exploracions de la regió. El 1791 Alessandro Malaspina va navegar fins a la badia de Yakutat, ja que es rumorejava que el pas podria trobar-se allà. El 1790 i 1791 Francisco de Eliza va realitzar diverses expedicions de reconeixement a l'estret de Juan de Fuca, a la recerca de l'anhelat Pas i va descobrir l'estret de Geòrgia. Per estudiar a fons aquest nou mar interior, el 1792 va ser enviada una expedició dirigida per Dionisio Alcalá Galiano amb l'ordre expressa de realitzar l'exploració de tots els canals que poguessin convertir-se en el Pas del Nord-oest.

#### Cook i Vancouver

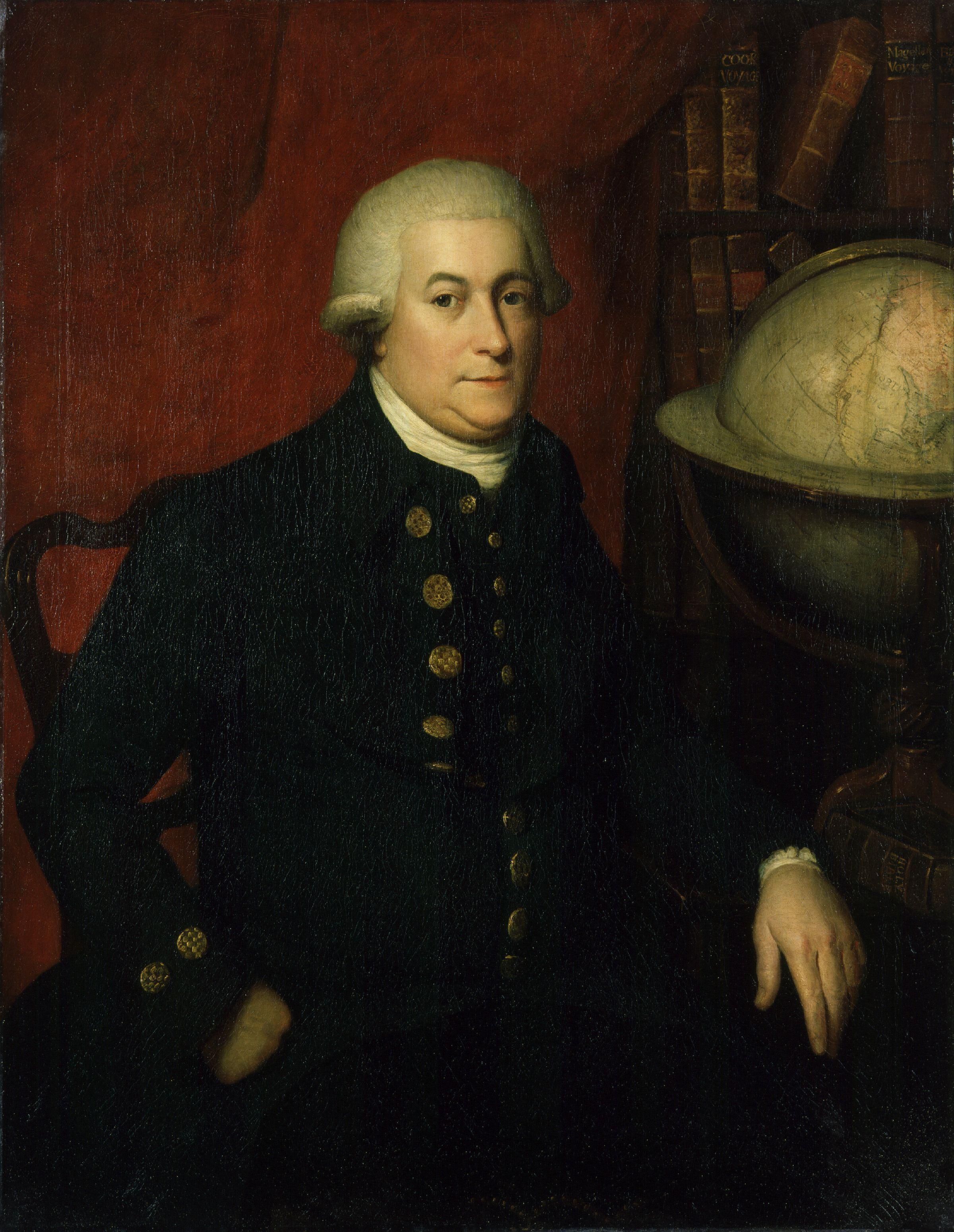
Retrat de George Vancouver

El 1776 el capità James Cook fou despatxat per l'Almirallat britànic, amb l'estímul d'una recompensa promesa el 1745, que quan es prorrogà el 1775, prometia un premi de 20.000 lliures esterlines per aquella persona que descobrís el pas. Inicialment l'Almirallat havia volgut que fos Charles Clerke qui dirigís l'expedició, amb Cook com a consultor, ja que aquest es trobava retirat després de les seves exploracions del Pacífic. Amb tot, finalment les coses foren al revés, ja que Cook havia estudiat l'expedició de Bering i l'almirallat confià en ell per dirigir l'expedició, sent Clerke l'acompanyant.
Després de viatjar a través del Pacífic, en un altre intent oest-est, Cook va iniciar l'exploració al Nootka Sound l'abril de 1777. Des d'allà va resseguir tota la costa cap al nord, cartografiant totes les regions en què havien navegat els russos 40 anys abans. En les ordres de l'Almirallat s'especifica que calia fer cas omís de tots els entrants i rius fins a arribar a una latitud de 65° N. Diversos dels oficials de l'expedició, incloent a William Bligh, George Vancouver i John Gore, pensaven que l'existència d'aquesta ruta era «improbable». Abans d'arribar als 65° N van trobar que la costa els empenyia cap al sud, però Gore va convèncer Cook perquè naveguessin pel Cook Inlet, amb l'esperança de trobar la ruta. Van seguir fins als límits de la península d'Alaska i l'inici dels 1.900 km que ocupen les illes Aleutianes. Tot i arribar fins als 70° N no van trobar res d'interessant, a excepció d'icebergs i Cook no va aconseguir cap progrés en el descobriment del pas del Nord-oest.
De 1791 a 1795 l'expedició Vancouver, dirigida per George Vancouver, que anteriorment havia acompanyat a Cook, va reconèixer detalladament tots els passos des de la costa de la Colúmbia Britànica i va confirmar que no hi havia cap pas al sud de l'estret de Bering. Aquesta conclusió va ser recolzada per l'evidència d'Alexander Mackenzie que va explorar els oceans Àrtic i Pacífic el 1793.

## Seglexix

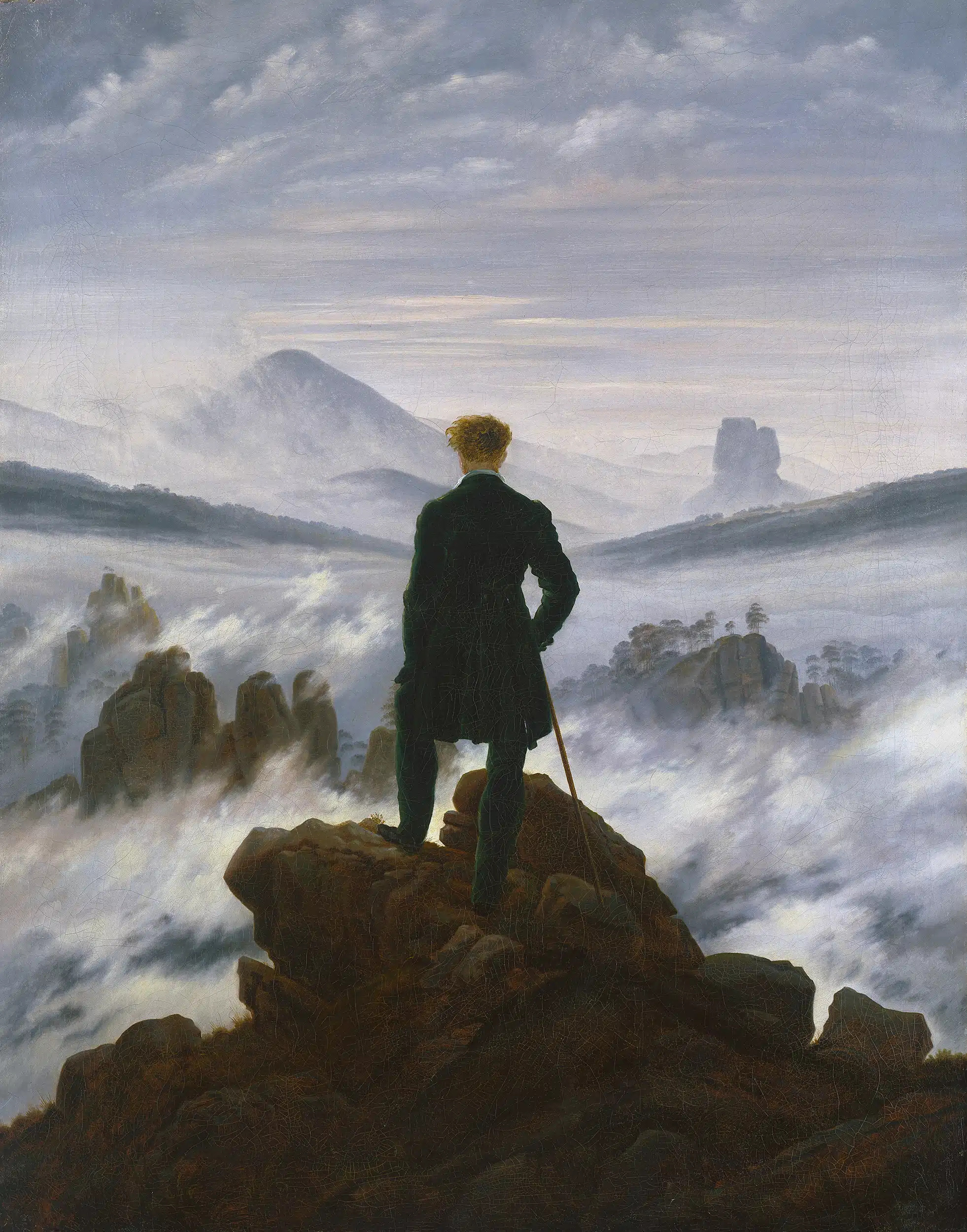
Das Eismeer (El Mar de Gel, 1823-24), una pintura de Caspar David Friedrich, inspirada en la narració de William Edward Parry de l'expedició de 1819-20.

Durant la primera meitat del segle xix alguns dels trams pels quals discorre el pas del Nord-oest (al nord de l'estret de Bering) van ser estudiats en profunditat tant per mar, expedicions de John Ross, William Edward Parry i James Clark Ross - com per terra - expedicions liderades per John Franklin, George Back, Peter Warren Dease, Thomas Simpson i John Rae. El 1825 Frederick William Beechey va explorar la costa nord d'Alaska, descobrint la punta Barrow.
El 1851 Sir Robert McClure va ser reconegut com el veritable descobridor del pas del Nord-oest, quan navegant a través de l'estret del Príncep de Gal·les va aconseguir veure, des de l'illa Banks, l'illa Melville. Amb tot, aquest estret no era navegable pels vaixells de l'època i l'única via utilitzable, la que uneix Lancaster Sound i l'estret Dolphin and Union, va ser descoberta tres anys més tard, el 1854, per John Rae.

### L'expedició de Franklin

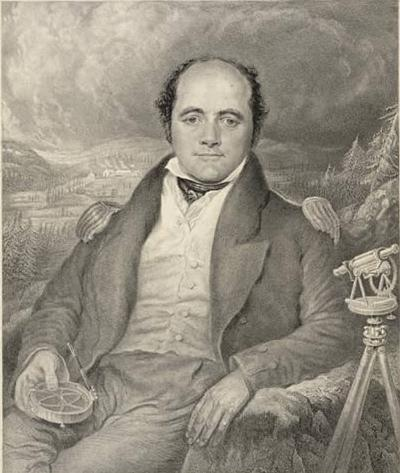
Retrat de John Franklin, explorador àrtic que el 1845 intentà trobar, sense sort, el pas del Nord-oest.

El 1845 una expedició formada per dos vaixells, ben equipada i encapçalada per Sir John Franklin, va navegar cap a l'Àrtida canadenca per traçar les parts desconegudes del pas del Nord-oest convençuts de l'èxit, ja que el tram de costa a cartografiar era de menys de 500 km. Quan els vaixells no van tornar van partir en la seva recerca i ajuda diverses expedicions que van contribuir a explorar l'àrtic canadenc, i a fer una cartografia exhaustiva de la zona de cara a aconseguir trobar un possible pas. Les restes de l'expedició es van anar trobant durant el següent segle i mig, entre elles les notes que indicaven que els vaixells van quedar bloquejats pel gel el 1846, prop de l'illa del Rei Guillem, aproximadament a mig camí del pas, i que no van poder alliberar-se. Franklin va morir el 1847 i el capità Francis Rawdon Moira Crozier va prendre el comandament. L'últim integrant de l'expedició va morir el 1848, després d'abandonar els vaixells i tractar d'escapar per terra en trineu.
La fam i l'escorbut van contribuir a la mort de la tripulació. El 1981 Owen Beattie, un antropòleg de la Universitat d'Alberta, va trobar noves restes en llocs relacionats amb l'expedició. i això va conduir a noves investigacions i l'examen de teixits i ossos dels cadàvers congelats de tres mariners, John Torrington, William Braine i John Hartnell, exhumats del permafrost de l'illa de Beechey. Les proves de laboratori van revelar altes concentracions de plom en els tres (l'expedició portava 8.000 llaunes d'aliments segellades amb soldadura de plom i aquest plom va poder contaminar els aliments, intoxicant a la tripulació i provocant debilitat i desorientació). Un altre investigador suggereix que va ser el botulisme, i no l'enverinament per plom, la causa de mort entre els membres de la tripulació. Hi ha noves evidències que mostren que el canibalisme també va poder haver estat un últim recurs per a alguns dels tripulants, tal com havia indicat John Rae el 1854 sobre la base dels comentaris fets pels inuit

### L'expedició de McClure

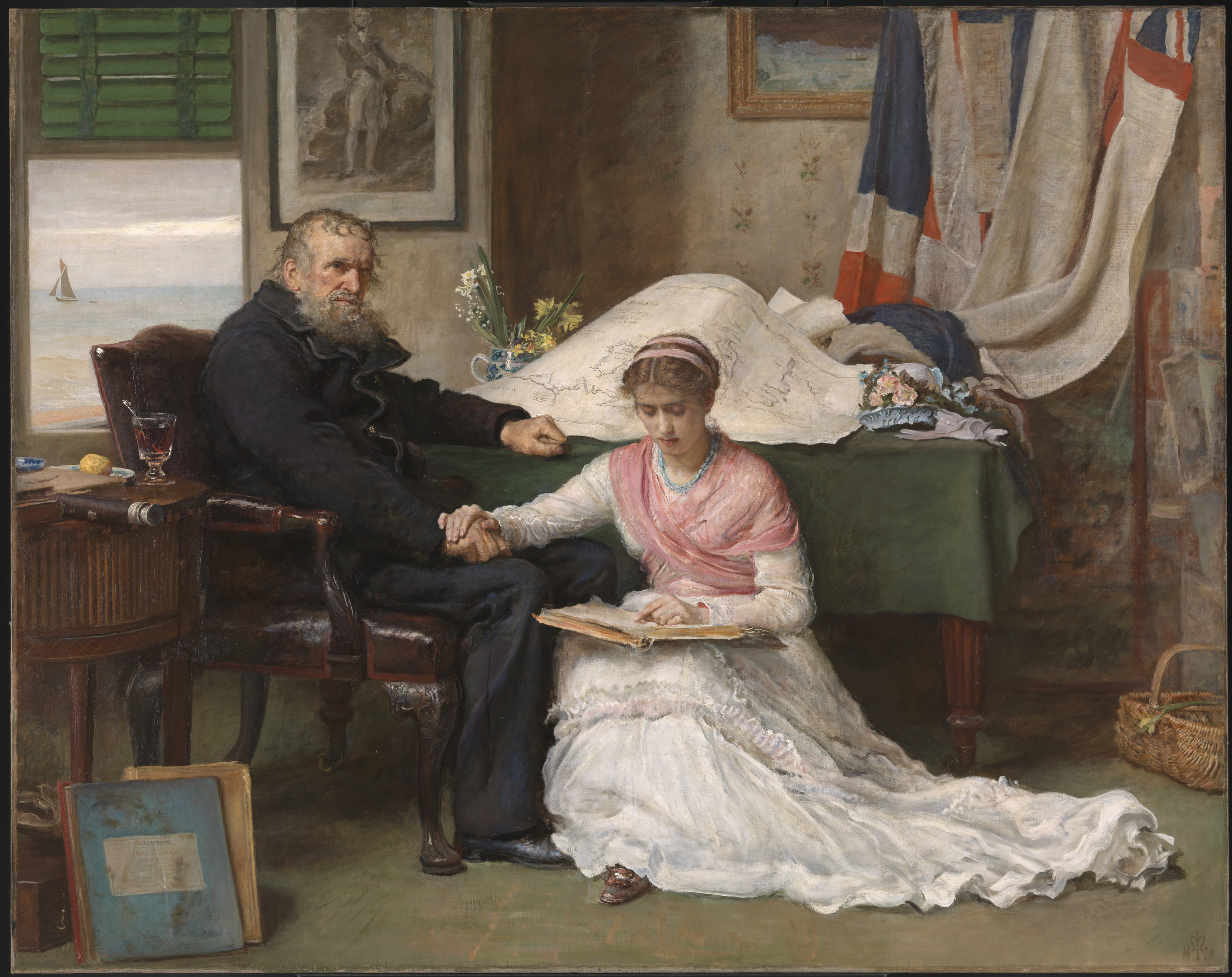
The North-West Passage (1874), quadre de John Everett Millais representant la frustració britànica pel fracàs en la conquesta del pas.

Durant la recerca de Franklin, el comandant Robert McClure i la seva tripulació, a bord del HMS Investigator van ser els primers que van travessar el pas del Nord-oest d'oest a est, entre 1850 i 1854, ja fos navegant o arrossegats per trineus. McClure havia partit d'Anglaterra el desembre de 1849, navegant per l'oceà Atlàntic fins al cap d'Hornos i entrant en l'oceà Pacífic. Va arribar al Pacífic Nord i va creuar l'estret de Bering, virant cap a l'est en aquest punt fins a arribar a l'illa Banks.
La nau de McClure va quedar atrapada en el gel durant tres hiverns a prop d'illa Banks, a l'extrem occidental del canal del vescomte Melville. Finalment, McClure i la seva tripulació, que en aquells moments s'estaven morint de gana, es van trobar amb membres d'una altra expedició que buscava Franklin des de l'est, liderada per Sir Edward Belcher, i que havien arribat fins a ells en trineu. La tripulació de McClure va tornar amb ells cap a Anglaterra, on arribaren el 28 de setembre de 1854, sent els primers a circumnavegar les Amèriques i en descobrir i transitar pel pas del Nord-oest, encara que una part hagués estat amb trineu per sobre el gel. Aquesta va ser una gran gesta pel seu temps, per la qual cosa McClure va ser nomenat cavaller i promogut en el rang, i tant ell com la seva tripulació van compartir la recompensa de 10.000 lliures esterlines oferta pel Parlament britànic.
El juliol de 2010 uns arqueòlegs canadencs van trobar les restes, bastant intactes, del "HMS "Investigator", enfonsat a uns 11 metres de la superfície.

### John Rae
Les expedicions de Franklin i McClure seguien la tradició de les exploracions britàniques: ben finançades, amb vaixells que feien servir la tecnologia més moderna del moment i, en general, incloent tripulacions de la Royal Navy. En canvi, John Rae, era un empleat de la Companyia de la Badia de Hudson, el principal motor de l'exploració del nord del Canadà, i va adoptar un enfocament més pragmàtic, basat en campanyes de reconeixement terrestres. Si bé Franklin i McClure van tractar d'explorar el pas pel mar, Rae ho va fer des de terra, utilitzant trineus de gossos i emprant tècniques de supervivència apreses amb els nadius inuit. Les expedicions de Franklin i McClure empraven centenars de persones i diversos vaixells, mentre que les de John Rae eren de menys de deu persones, i amb tot, tingueren èxit. Rae va ser també l'explorador amb el millor rècord de seguretat, després d'haver perdut només un home en tots els anys en què va recórrer les terres de l'Àrtic. El 1854 Rae va tornar amb informació sobre el nefast resultat de l'expedició de Franklin.

## Segle XX

### Roald Amundsen
El pas del Nord-oest no va ser conquerit per mar fins al 1906, quan l'explorador noruec Roald Amundsen va completar un viatge de tres anys a bord del Gjøa, un petit vaixell tonyinaire reconvertit de només 47 tones. En completar el viatge va atracar el vaixell prop de l'illa Herschel i va anar esquiant, durant 800 km, fins a la ciutat d'Eagle per enviar un telegrama anunciant el seu èxit. Després tornà esquiant altra vegada fins al vaixell. Tot i que la seva ruta escollida d'est a oest, a través de l'estret de Rae, era per zones de gel jove i, per tant, era navegable, alguns dels trams d'aigua eren molt poc profundes (menys d'un metre), cosa que feia inviable l'establiment d'una ruta comercial.

### Les darreres expedicions
Una vegada assolit l'èxit de trobar el pas per primera vegada, la ruta del pas del Nord-oest ha estat realitzada de moltes maneres, rutes i mitjans. El primer recorregut amb trineu de gossos va ser realitzat pel groenlandès Knud Rasmussen, mentre feia la Cinquena Expedició Thule (1921-1924). Rasmussen i dos kalaallit, inuits de Groenlàndia, van viatjar des de l'oceà Atlàntic fins al Pacífic en un viatge que els portà 16 mesos fent servir trineus de gossos.
El 1940 Henry Larsen, un oficial de la Reial Policia Muntada del Canadà, va ser el segon home en creuar el pas per mar, aquesta vegada d'oest a est, des de Vancouver fins a Halifax. Larsen va dubtar més d'una vegada durant el viatge de si el St. Roch, una goleta reforçada per poder navegar a través del gel, podria sobreviure als estralls de la mar de gel, però tant el vaixell com la tripulació, a excepció d'un tripulant, van sobreviure a l'hivern a la península de Boothia. Cadascun dels participants en el viatge va ser premiat amb una medalla en reconeixement d'aquesta notable gesta de navegació àrtica al Canadà, concedida pel rei Jordi VI del Regne Unit. Més tard, el 1944, Larsen tornà a repetir el viatge, però a la inversa, de Halifax fins a Vancouver, reduint el temps de manera significativa, passant dels 28 mesos del primer viatge a sols 86 dies en el segon i aconseguint creuar el pas en una sola temporada. El vaixell va seguir una ruta més al nord, en part inexplorada, i també havia millorat les seves instal·lacions.
L'1 juliol 1957, tres cúters de la Guàrdia Costanera dels Estats Units, Storis, Bramble i SPAR, van partir per buscar un canal de gran calat a través de l'Oceà Àrtic i recollir informació hidrogràfica. En tornar a aigües de Groenlàndia, la Storis es va convertir en el primer vaixell nord-americà en circumnavegar Amèrica del Nord. Poc després del seu retorn, a finals de 1957, va ser reassignat al seu nou port, el de Kodiak, Alaska.
El 1969, el SS Manhattan va fer el pas, acompanyat pel trencaglaç canadenc Sir John A. Macdonald. El Manhattan era un superpetrolier especialment reforçat i es va enviar per provar la viabilitat del pas per al transport de petroli. Malgrat l'èxit del Manhattan, la ruta es va considerar no rendible, i en el seu lloc es va construir l'oleoducte Trans-Alaska.
El juny de 1977 el navegant Willy de Roos va partir de Bèlgica per intentar creuar el pas del Nord-oest en el Williwaw, un iot d'acer de 13,8 m. Va superar l'estret de Bering el setembre i després d'una escala a Victoria (Colúmbia Britànica), va superar el Cap d'Hornos per tornar a Bèlgica, essent el primer navegant a circumnavegar les Amèriques completes per vaixell.
El 1984 el vaixell comercial de passatgers MS Explorer (que es va enfonsar a l'oceà Antàrtic el 2007) es va convertir en el primer creuer a navegar pel pas.
David Scott Cowper va partir el juliol de 1986 d'Anglaterra en un bot de salvament de 12,8 m, el Mabel El Holland, i va sobreviure a tres hiverns àrtics en el pas del Nord-oest abans d'arribar a l'estret de Bering l'agost de 1989. A continuació va fer la volta al món, via Cap de Bona Esperança per arribar a casa el 24 de setembre de 1990, convertint-se en el primer vaixell a circumnavegar el món a través del Pas del Nord-oest.
L'1 de setembre de 2001, el Northabout, un veler d'alumini de 14,3 m amb motor dièsel, construït i capitanejat per Jarlath Cunnane, va completar el pas del Nord-oest d'est a oest, salpant d'Irlanda per l'estret de Bering. El viatge de l'Atlàntic al Pacífic es va completar en un temps molt ràpid de tan sols 24 dies. El Northabout va romandre al Canadà durant dos anys, abans de tornar a Irlanda el 2005 a través del pas del Nord-est completant així la primera circumnavegació est-oest dels pols per un sol veler. La tornada pel pas del Nord-est, al llarg de la costa russa, va ser més lent, partint el 2004, amb una parada a l'hivern a Khatanga, Sibèria, i retorn a Irlanda a través de la costa noruega l'octubre de 2005. El 18 de gener de 2006, el «Cruising Club of America» va premiar Jarlath Cunnane amb el seu «Blue Water Medal», un premi atorgat al «meritori navegant i aventurer del mar en representació dels navegants aficionats de totes les nacionalitats".
El 19 de maig de 2007 Sébastien Roubinet, un navegant francès acompanyat per un altre tripulant, va salpar d'Anchorage, a bord del Babouche, un catamarà de 7,5 m dissenyat per navegar sobre l'aigua i lliscar sobre el gel. L'objectiu era navegar d'oest a est a través del pas del Nord-oest sense motor, empesos només amb la vela. Després d'un viatge de més de 7.200 km, Roubinet va arribar a Groenlàndia el 9 de setembre de 2007, completant així el primer viatge del pas del Nord-oest realitzat sense motor en una temporada.
L'abril de 2009 el científic planetari Pascal Lee, junt a un equip de quatre persones més van emprendre la "Northwest Passage Drive Expedition" conduint el Humvee Rover "Moon-1" a través de 494 quilòmetres per sobre del mar gelat entre Kugluktuk i Cambridge Bay, a Nunavut. Aquesta és la distància més llarga recorreguda sobre el mar gelat per un vehicle de carretera.